# Carlos Adrián Valdez
Carlos Adrián Valdez (Montevideo, Uruguay, 2 de mayo de 1983) es un futbolista uruguayo que juega de defensa y actualmente se encuentra en el Porongos de la OFI.

## Trayectoria
Debutó en el Club Nacional de Football club donde compartió la zaga con jugadores como el venezolano Alejandro Cichero, Mauricio Victorino y Diego Lugano.

### Treviso
A mediados del 2005 fue traspasado al Treviso un equipo recién ascendido a la Serie A (Italia), fue presentado con el número 6 y compartió camerino con su compatriota Gianni Guigou además de los italianos Marco Borriello y Christian Maggio. A final de temporada el "Hormiga" descendió junto a su equipo tras una pésima campaña junto a Juventus quien fue sancionado por los arreglos de partidos.

### Reggina
A mediados del 2007 fue confirmado como refuerzo del Reggina, cumpliendo una irregular campaña y descendiendo en la Serie A (Italia) 2008-09 compartió equipo con sus compatriotas Pablo Álvarez y Christian Stuani.

### Peñarol
Con Peñarol ganó el Campeonato Uruguayo 2012-13 y también el Campeonato Uruguayo 2015-16, ambos con Jorge Da Silva. Además logró llegar a la final de la Copa Libertadores 2011, siendo titular en la zaga en todos los partidos junto con Guillermo Rodríguez.

### Boston River
El 31 de enero de 2017 se oficializó la incorporación del hormiga a Boston River, club con el que disputó la Copa Sudamericana 2017, además de volver a encontrarse con su compañero Pablo Álvarez con el que jugó en Nacional y Reggina.

## Selección nacional
Ha sido internacional con la Selección uruguaya en 15 ocasiones.

### Participaciones enCopa América
| Copa              | Sede      | Resultado     | Partidos | Goles |
| ----------------- | --------- | ------------- | -------- | ----- |
| Copa América 2007 | Venezuela | Cuarto puesto | 1        | 0     |

### Participaciones en Eliminatorias
| Eliminatorias                   | Resultado    | Partidos | Goles |
| ------------------------------- | ------------ | -------- | ----- |
| Eliminatorias Copa Mundial 2010 | 5º Repechaje | 2        | 0     |

## Clubes
| Club         | País    | Año       | Part. | Goles | Asist. |
| ------------ | ------- | --------- | ----- | ----- | ------ |
| Nacional     | Uruguay | 2001-2005 | 77    | 1     | 0      |
| Treviso      | Italia  | 2005-2007 | 53    | 2     | 0      |
| Reggina      | Italia  | 2007-2010 | 97    | 1     | 0      |
| Siena        | Italia  | 2010      | 4     | 0     | 0      |
| Peñarol      | Uruguay | 2011-2016 | 170   | 3     | 0      |
| Boston River | Uruguay | 2017-2024 | 156   | 5     | 1      |
| Total        |         | 2001 -    | 557   | 12    | 1      |

## Palmarés
| Título                | Club     | País    | Año  |
| --------------------- | -------- | ------- | ---- |
| Torneo Clasificatorio | Nacional | Uruguay | 2002 |
| Torneo Apertura       | Nacional | Uruguay | 2002 |
| Campeonato Uruguayo   | Nacional | Uruguay | 2002 |
| Campeonato Uruguayo   | Nacional | Uruguay | 2005 |
| Torneo Apertura       | Peñarol  | Uruguay | 2012 |
| Campeonato Uruguayo   | Peñarol  | Uruguay | 2013 |
| Torneo Apertura       | Peñarol  | Uruguay | 2015 |
| Campeonato Uruguayo   | Peñarol  | Uruguay | 2016 |

Otros logros:
- Subcampeón de la Copa Libertadores 2011 con Peñarol.
- Subcampeón del Campeonato Uruguayo 2014-15 con Peñarol.